# 本地星際雲

本圖顯示太陽位於本地星際雲的邊緣，距離約4光年遠的南門二（半人馬座α）在鄰居的G雲複合體。

本地星際雲（英語：Local Interstellar Cloud），亦稱本星際雲，是太陽系正運行在其中的星際雲（大約30光年大小）。太陽系至少在大約4.4萬至15萬年前進入其中，並且至少還會繼續在裏面運行一萬至二萬年。這個雲氣的溫度（在STP）是6,000℃，與太陽表面的溫度相似。它非常稀薄，每立方公分僅有0.26個原子，大約是銀河系內星際物質密度的五分之一，本星系泡密度的兩倍。相較之下，地球大氣層在STP下每立方公分有2.7 × 1019个分子。
本星際雲位於本星系泡和Loop I Bubble遭遇之處，太陽和其他少數幾顆恆星位於此處，包括著名的太陽系外恆星系半人馬座α、織女星、大角星和北落師門。
本地星際雲對地球的潛在影響被太陽風和太陽的磁場阻絕著。這種與太陽圈的交互作用是美國國家航空暨太空總署的衛星，星際邊界探測器 (IBEX)，測繪太陽系和星際空間邊界的研究對象。